# Оханский район
Оха́нский район — административный район Пермского края России. На территории района образован Оханский муниципальный округ. Административный центр — город Оханск.

## География
Площадь района — 1516,1 км². Граничит с Очёрским, Осинским, Частинским и Нытвенским районами. Река Кама отделяет его от Пермского района.

## История
Оханский район образован в декабре 1923 года в Пермском округе Уральской области.
17 января 1934 года, при расформировании Уральской области, Оханский район оказался в составе Свердловской области.
3 октября 1938 года из Свердловской области была выделена Пермская область, в которую вошёл и Оханский район.

## Население
| 1939    | 1959    | 1970    | 1979    | 1989    | 2000    | 2002    | 2005    | 2006    |
| ------- | ------- | ------- | ------- | ------- | ------- | ------- | ------- | ------- |
| 37 158  | ↘35 646 | ↘20 853 | ↘18 675 | ↗18 747 | ↘18 668 | ↘17 873 | ↘17 569 | ↘17 500 |
| 2007    | 2008    | 2009    | 2010    | 2011    | 2012    | 2013    | 2014    | 2015    |
| ↘17 300 | ↘17 180 | ↘17 081 | ↘16 272 | ↘16 256 | ↗16 534 | ↘16 438 | ↘16 358 | ↘16 202 |
| 2016    | 2017    | 2018    | 2019    | 2020    | 2021    | 2023    |         |         |
| ↘16 174 | ↘16 126 | ↘16 068 | ↘15 970 | ↘15 790 | ↘14 555 | ↘14 240 |         |         |

### Урбанизация
Городское население (город Оханск) составляет 44,17 % от всего населения района.

### Национальный состав
Численность населения — 17,2 тыс. человек, из них: русские — 94,4 %, коми-пермяки — 1,5 %, татары — 1,1 %, остальное — представители других национальностей.

## Муниципальное устройство
В рамках организации местного самоуправления в границах района образован Оханский муниципальный округ.
Первоначально, в 2004—2018 годах, был Оханский муниципальный район, в состав которого входило 8 муниципальных образований: 1 городское и 7 сельских поселений. 

В апреле 2018 года был подписан закон о преобразовании Оханского городского поселения в Оханский городской округ, а в мае — закон об объединении сельских поселений района с новым городским округом и упразднении муниципального района. С 1 января 2025 года городской округ был преобразован в муниципальный.
| № | Наименование                       | Административный центр | Количество населённых пунктов | Население (чел.) |
| - | ---------------------------------- | ---------------------- | ----------------------------- | ---------------- |
| 1 | Оханское городское поселение       | город Оханск           | 1                             | ↗7087            |
| 2 | Андреевское сельское поселение     | село Андреевка         | 4                             | ↘766             |
| 3 | Беляевское сельское поселение      | село Беляевка          | 7                             | ↘762             |
| 4 | Дубровское сельское поселение      | село Дуброво           | 7                             | ↘2023            |
| 5 | Казанское сельское поселение       | село Казанка           | 12                            | ↘911             |
| 6 | Острожское сельское поселение      | село Острожка          | 12                            | ↘1691            |
| 7 | Таборское сельское поселение       | село Таборы            | 10                            | ↗1612            |
| 8 | Тулумбаихинское сельское поселение | деревня Тулумбаиха     | 9                             | ↘1216            |

## Населённые пункты
В Оханском районе 62 населённых пункта: 1 город и 61 сельский населённый пункт.
| №  | Населённый пункт | Тип     | Население | Бывшее муниципальное образование   |
| -- | ---------------- | ------- | --------- | ---------------------------------- |
| 1  | Оханск           | город   | ↘6290     | Оханское городское поселение       |
| 2  | Андреевка        | село    | ↘741      | Андреевское сельское поселение     |
| 3  | Батаиха          | деревня | 8         | Казанское сельское поселение       |
| 4  | Беляевка         | село    | 688       | Беляевское сельское поселение      |
| 5  | Березник         | деревня | 3         | Таборское сельское поселение       |
| 6  | Берёзовка        | деревня | 183       | Тулумбаихинское сельское поселение |
| 7  | Болгары          | деревня | 4         | Тулумбаихинское сельское поселение |
| 8  | Большая Гремяча  | деревня | 7         | Беляевское сельское поселение      |
| 9  | Верхняя Шумиха   | деревня | 60        | Казанское сельское поселение       |
| 10 | Галешник         | деревня | 97        | Дубровское сельское поселение      |
| 11 | Гаревляна        | деревня | ↗96       | Андреевское сельское поселение     |
| 12 | Гляденово        | деревня | 4         | Беляевское сельское поселение      |
| 13 | Горюхалиха       | деревня | 1         | Острожское сельское поселение      |
| 14 | Дуброво          | село    | ↘1043     | Дубровское сельское поселение      |
| 15 | Ерзовка          | деревня | 2         | Беляевское сельское поселение      |
| 16 | Заборье          | деревня | 44        | Беляевское сельское поселение      |
| 17 | Загора           | деревня | 20        | Таборское сельское поселение       |
| 18 | Замалая          | деревня | 62        | Казанское сельское поселение       |
| 19 | Замании          | деревня | 87        | Казанское сельское поселение       |
| 20 | Заонохово        | деревня | 20        | Казанское сельское поселение       |
| 21 | Заполье          | деревня | 90        | Казанское сельское поселение       |
| 22 | Заполье          | деревня | 62        | Таборское сельское поселение       |
| 23 | Зародники        | деревня | 113       | Острожское сельское поселение      |
| 24 | Казанка          | село    | 392       | Казанское сельское поселение       |
| 25 | Казымово         | деревня | 74        | Острожское сельское поселение      |
| 26 | Касьяново        | деревня | 19        | Острожское сельское поселение      |
| 27 | Ключи 3-и        | деревня | 7         | Казанское сельское поселение       |
| 28 | Копыловка        | деревня | 100       | Тулумбаихинское сельское поселение |
| 29 | Кочегары         | деревня | 72        | Таборское сельское поселение       |
| 30 | Красные Горки    | деревня | 8         | Тулумбаихинское сельское поселение |
| 31 | Кропачиха        | деревня |           | Острожское сельское поселение      |
| 32 | Лариха           | деревня | 30        | Дубровское сельское поселение      |
| 33 | Лыва             | деревня | 3         | Острожское сельское поселение      |
| 34 | Мерзляки         | деревня | 561       | Таборское сельское поселение       |
| 35 | Мыльники         | деревня | 63        | Дубровское сельское поселение      |
| 36 | Мысы             | деревня | 4         | Беляевское сельское поселение      |
| 37 | Новые Селища     | деревня | 4         | Острожское сельское поселение      |
| 38 | Окуловка         | деревня | 110       | Казанское сельское поселение       |
| 39 | Осиновка         | деревня | 297       | Дубровское сельское поселение      |
| 40 | Осиновка         | деревня | 27        | Казанское сельское поселение       |
| 41 | Острожка         | село    | ↘1292     | Острожское сельское поселение      |
| 42 | Першино          | деревня | 48        | Таборское сельское поселение       |
| 43 | Подволок         | деревня | 20        | Таборское сельское поселение       |
| 44 | Подскопина       | деревня | 19        | Казанское сельское поселение       |
| 45 | Половинка        | деревня | 181       | Тулумбаихинское сельское поселение |
| 46 | Пономари         | село    | 423       | Дубровское сельское поселение      |
| 47 | Посад            | деревня | 55        | Дубровское сельское поселение      |
| 48 | Притыка          | деревня | 172       | Тулумбаихинское сельское поселение |
| 49 | Пташки           | деревня | 9         | Беляевское сельское поселение      |
| 50 | Старые Селища    | деревня | 54        | Острожское сельское поселение      |
| 51 | Суровцы          | деревня | ↘0        | Андреевское сельское поселение     |
| 52 | Сухой Лог        | деревня | 8         | Тулумбаихинское сельское поселение |
| 53 | Сычи             | деревня | 92        | Острожское сельское поселение      |
| 54 | Таборы           | село    | 579       | Таборское сельское поселение       |
| 55 | Тулумбаиха       | деревня | 434       | Тулумбаихинское сельское поселение |
| 56 | Усолье           | деревня | ↘17       | Казанское сельское поселение       |
| 57 | Чугудаи          | деревня | 18        | Таборское сельское поселение       |
| 58 | Чуран            | деревня | ↗39       | Андреевское сельское поселение     |
| 59 | Чуркино          | деревня | 0         | Острожское сельское поселение      |
| 60 | Шалаши           | деревня | 120       | Тулумбаихинское сельское поселение |
| 61 | Шалыга           | деревня | 28        | Острожское сельское поселение      |
| 62 | Шаркан           | деревня | 130       | Таборское сельское поселение       |

По состоянию на 1 января 1981 года на территории Оханского района находились 86 населённых пунктов, в том числе 1 город и 85 сельских населённых пунктов.

### Упразднённые населённые пункты
В 2005 году упразднена как фактически прекратившая существование и исключена из учетных данных деревня Замостовая.

## Экономика
В структуре промышленности преобладает лёгкая. Сельскохозяйственные предприятия специализируются в молочно-мясном направлении. Также выращивают зерновые и посевные культуры, в небольших количествах картофель и другие овощи.

## Археология
Около деревни Болгары находятся позднеананьинские селища Болгары IV, V, IX, X на реке Сарабаиха и могильник Протасы на левом берегу реки Симеихи. Материальная культура Болгарского IX селища и синхронного могильника Протасы датируется III—II веками до н. э. и относится к переходному периоду от ананьинской к гляденовской культуре в Пермском Прикамье.

## Палеонтология
В Оханском районе на обрушившемся берегу реки Камы обнаружены костные останки двух трогонтериевых слонов (Mammuthus trogontherii) и ещё нескольких плейстоценовых млекопитающих.

## Уроженцы и бывшие жители
В Оханском районе родились и жили:
- Болотов Филипп Ефимович (1888—1955) — советский лётчик.
- Болотов Степан Архипович (1894—1947) — комкор, чекист.
- Денисов Георгий Аполлинарьевич (1909—1996) — партийно-советский работник и дипломат.
- Кожевников Михаил Николаевич (род. 1948) — генерал-лейтенант внутренних войск.
- Лоскутов Иван Алексеевич (1918—1994) — полковник, прототип литературного героя К. Симонова «Сын артиллериста».
- Серебренников Валентин Николаевич (1881—1943) — русский фольклорист.
- Худорожков Сергей Вячеславович (род. 1963) — генерал-лейтенант внутренней службы
- Шардаков, Павел Фёдорович (1929—2007) — художник.
- Шумилов Евгений Николаевич (род. 1951) — историк-медиевист.